# هينريتش بارون فون بير
هينريتش بارون فون بير (بالألمانية: Heinrich von Behr)‏ هو ضابط ألماني، ولد في 26 يونيو 1902 في كورلاند في لاتفيا، وتوفي في 14 أغسطس 1983 في بون في ألمانيا.